# Kempe Glacier
Kempe Glacier är en glaciär i Antarktis. Den ligger i Östantarktis. Nya Zeeland gör anspråk på området. Kempe Glacier ligger 2 042 meter över havet.
Terrängen runt Kempe Glacier är bergig söderut, men norrut är den kuperad. Trakten är obefolkad. Det finns inga samhällen i närheten.